# Stictotarsus duodecimpustulatus
Stictotarsus duodecimpustulatus är en skalbaggsart som först beskrevs av Fabricius 1792.  Stictotarsus duodecimpustulatus ingår i släktet Stictotarsus och familjen dykare. Arten är reproducerande i Sverige. Inga underarter finns listade i Catalogue of Life.

## Bildgalleri

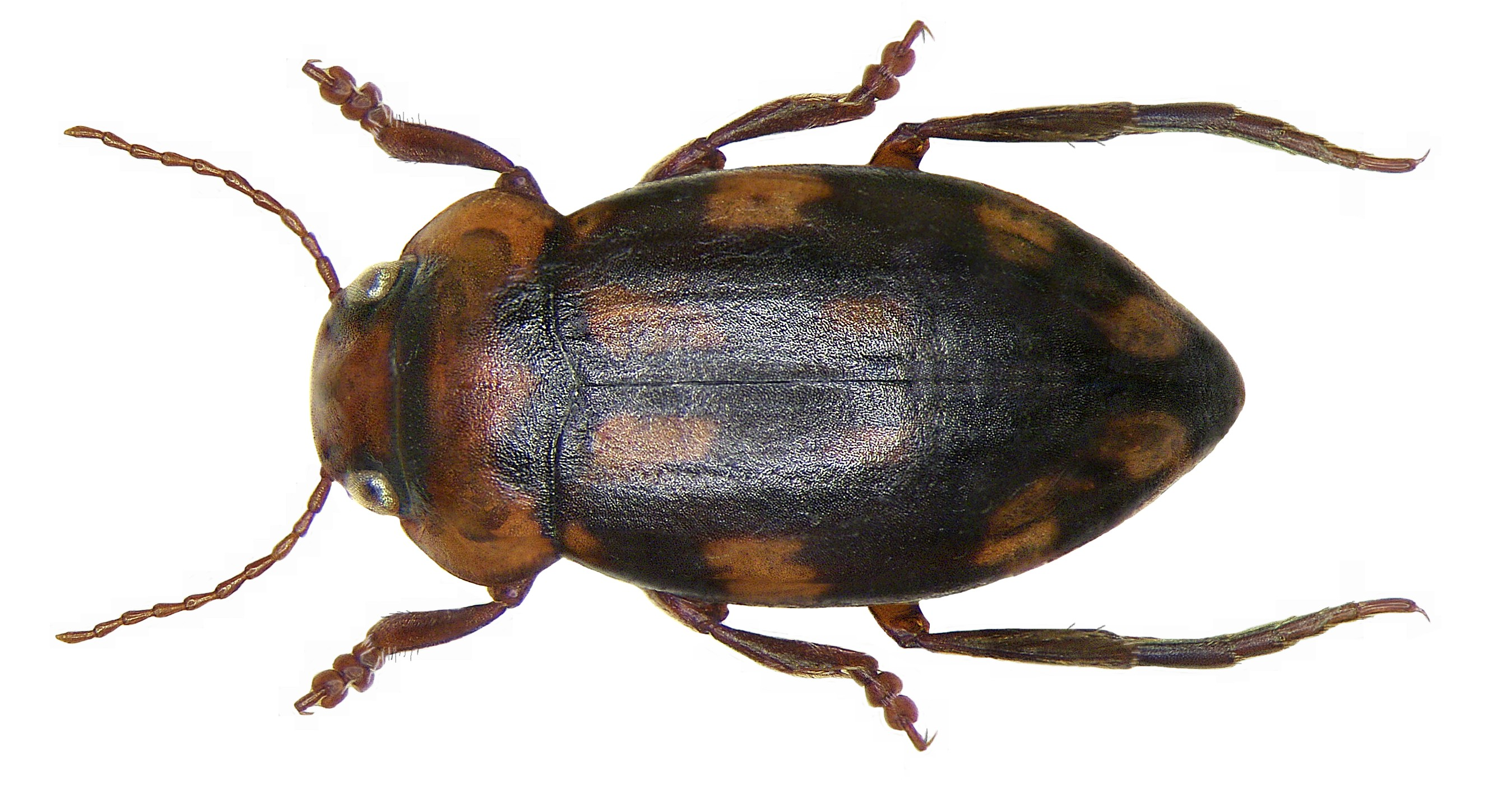